# Gelbe Kirschen
Gelbe Kirschen ist ein österreichischer Film aus dem Jahr 2000. Regie führte Leopold Lummerstorfer. Die Produktion wurde vom Österreichischen Filminstitut, dem Wiener Filmfonds, dem ORF und den Kulturförderungsinstituten der Bundesländer Oberösterreich und Niederösterreich finanziert. Der Film hatte am 23. Oktober 2000 beim Filmfestival Viennale Premiere, trat im Januar 2001 beim Filmfestival Max Ophüls Preis an und war von Ende Februar 2001 an in österreichischen Kinos zu sehen.

## Handlung
Martin Puntigam spielt Rudi Zöchinger, einen jungen Landgendarmen aus einem oberösterreichischen Ort namens Sankt Urban, der an der österreichischen Grenze zu Tschechien liegt. Sein Ziel ist es, bei der Wiener Fremdenpolizei Karriere zu machen, wo sein Schwager Otto Bucek als Leiter arbeitet. In Wien trifft er auf die Tschechin Alena, die aus Třeboň (von Zöchinger beim deutschen Namen Wittingau genannt) stammt, einem Ort, der nur wenige Minuten von St. Urban entfernt liegt – allerdings auf der anderen Seite der Grenze. Alena lebt nun illegal in Österreich – verkauft an einem Würstelstand: ohne Aufenthalts- und Arbeitsgenehmigung.
Zunächst versucht Rudi Zöchinger, seiner Lebensgefährtin die nötigen Papiere zu besorgen. Er scheitert aber an der Bürokratie und dem Beamtenapparat. Zöchinger trifft für sich die Entscheidung, trotz seiner Arbeit als Fremdenpolizist über die Illegalität des Aufenthaltes seiner Freundin hinwegzusehen. Während er tagsüber damit beschäftigt ist, illegal im Land befindliche Ausländer aufzuspüren, festzunehmen und abzuschieben, führt er nach Dienstschluss die Beziehung mit einer „Illegalen“ weiter.
Bei einem gemeinsamen Besuch beim Schwager und Vorgesetzten Otto thematisieren dieser und seine Frau Mitzi die Herkunft Alenas offensiv und stellen auch Fragen nach den Aufenthaltspapieren. Später wird Alena von der Fremdenpolizei festgenommen, von ihrem Sohn getrennt und abgeschoben.

## Kritiken
- Die Frankfurter Allgemeine Zeitung schrieb: „Oft visuell argumentierend, hält Lummerstorfer den Witz und die Tragik der Konstellation in der Balance bis zum überraschenden Schluß.“ (23. Januar 2001, S. 47)
- Die Wiener Zeitung nannte den ersten Spielfilm Lummerstorfers „an manchen Stellen noch ein bisschen unbeholfen, ein wenig krampfhaft“, doch attestierte dem Regisseur „großes Talent und Einfühlungsvermögen“ und resümierte: „Ein Film, der auf weitere Arbeiten Lummerstorfers neugierig macht.“ (22. Februar 2001, S. 13)
- Die Presse nannte den Film „leider misslungen“ und erkannte „einen indisponierten Martin Puntigam und einen verhärteten Josef Hader“. Der Film sei „visuell einfallslos, schwach geschrieben, desaströs gespielt“. St. G.(22. Februar 2001, S. 13)
- Der Standard notierte: „Irgendwie scheitert alles an diesem Film daran, dass er (fürs Kino) mehr hergeben soll, obwohl er eigentlich nur Substanz für ein kleines schnelles Fernsehspiel hat. Lummerstorfer, der mit Der Traum, der bleibt einen der besten Dokumentarfilme der letzten Jahre drehte, sollte schnell eine neue Chance erhalten. Und wir vergessen Gelbe Kirschen.“ (26. Februar 2001, S. 12)
- Variety schrieb: „a charming movie with a nice line in straight-faced humor", … "Aside from the ever-reliable Hader, Bra is very good as the tough but tempted Alena. Lensing by Robert Angst imparts a cool but gradually involving feel to the goings-on.“ (25. Juni 2001, S. 25)